# Хексакосиоихексеконтахексафобия
Хексакосиоихексеконтахексафобията (буквално: страх от числото шестстотин шестдесет и шест) е страх, който произлиза от Библейския стих Откровение 13:18, който показва, че числото 666 е числото на звяра, свързан със сатаната или с Антихриста. Извън християнската вяра фобията по-нататък е популяризирана като мотив в различни филми на ужасите.
Хексакосиоихексеконтахексафобите избягват неща, свързани с числото 666. Известен пример са Нанси и Роналд Рейгън, които през 1989 г., когато се местят в Бел еър, имат адрес: 666 St. Cloud Road, променен на 668 St. Cloud Road. Някои жени също изразяват загриженост, когато раждат на 6 юни 2006 г. (съкратено 6/6/06).
Фобията също така е често срещан мотив във филми на ужасите като Поличбата 666. Числото също така се среща и във филмите Криминале и Фантомът от Операта.